# Puchar Ministra Obrony Narodowej 2003
Puchar Ministra Obrony Narodowej 2003 – 42. edycja wyścigu kolarskiego o Puchar Ministra Obrony Narodowej, która odbyła się 21 sierpnia 2003 na liczącej 182 kilometry trasie z Kazimierza Dolnego do Dęblina.

## Klasyfikacja generalna
| \| Klasyfikacja generalna \| Klasyfikacja generalna \| Klasyfikacja generalna \| Klasyfikacja generalna \| Klasyfikacja generalna \| \| Kolarz \| Kolarz \| Państwo \| Drużyna \| Czas \| \| ---------------------- \| ---------------------- \| ---------------------- \| -------------------------- \| ---------------------- \| \| 1. \| Kazimierz Stafiej \| Polska \| Action Nvidia-Mróz \| 4h 08' 36" \| \| 2. \| Wojciech Pawlak \| Polska \| Mikomax-Browar Staropolski \| + 0" \| \| 3. \| Ján Valach \| Słowacja \| Słowacja \| + 0" \| \| 4. \| Sławomir Chrzanowski \| Polska \| JOKO - Velamos \| + 1' 27" \| \| 5. \| Adam Wadecki \| Polska \| Action Nvidia-Mróz \| + 1' 27" \| \| 6. \| Grzegorz Wajs \| Polska \| Servisco-Koop \| + 1' 27" \| \| 7. \| Dawid Krupa \| Polska \| Legia-Bazyliszek \| + 1' 27" \| \| 8. \| Krzysztof Krzywy \| Polska \| Action Nvidia-Mróz \| + 1' 27" \| \| 9. \| Grzegorz Żołędziowski \| Polska \| Legia-Bazyliszek \| + 1' 27" \| \| 10. \| Piotr Przydział \| Polska \| CCC Polsat-Atlas \| + 1' 27" \| |                       |          |                            |            |
| |                       |          |                            |            |
| Źródło: ProCyclingStats |                       |          |                            |            |
| Klasyfikacja generalna |                       |          |                            |            |
| Kolarz | Kolarz                | Państwo  | Drużyna                    | Czas       |
| 1. | Kazimierz Stafiej     | Polska   | Action Nvidia-Mróz         | 4h 08' 36" |
| 2. | Wojciech Pawlak       | Polska   | Mikomax-Browar Staropolski | + 0"       |
| 3. | Ján Valach            | Słowacja | Słowacja                   | + 0"       |
| 4. | Sławomir Chrzanowski  | Polska   | JOKO - Velamos             | + 1' 27"   |
| 5. | Adam Wadecki          | Polska   | Action Nvidia-Mróz         | + 1' 27"   |
| 6. | Grzegorz Wajs         | Polska   | Servisco-Koop              | + 1' 27"   |
| 7. | Dawid Krupa           | Polska   | Legia-Bazyliszek           | + 1' 27"   |
| 8. | Krzysztof Krzywy      | Polska   | Action Nvidia-Mróz         | + 1' 27"   |
| 9. | Grzegorz Żołędziowski | Polska   | Legia-Bazyliszek           | + 1' 27"   |
| 10. | Piotr Przydział       | Polska   | CCC Polsat-Atlas           | + 1' 27"   |